# NGC 2634A
NGC 2634A је спирална галаксија у сазвежђу Жирафа која се налази на NGC листи објеката дубоког неба.
Деклинација објекта је + 73° 56' 19" а ректасцензија 8h 48m 38,1s. Привидна величина (магнитуда) објекта NGC 2634 износи 13,5 а фотографска магнитуда 14,3. NGC 2634A је још познат и под ознакама UGC 4585, MCG 12-9-16, CGCG 331-68, CGCG 332-15, IRAS 08433+7406, PGC 24760.